# William Elphinstone
William George Keith Elphinstone (ur. 1782, zm. 23 kwietnia 1842) – brytyjski wojskowy szkockiego pochodzenia, dowódca brytyjskiej armii w Afganistanie, zginął podczas odwrotu tej armii z Kabulu.

## Życiorys
Był synem dyrektora Brytyjskiej Kompanii Wschodnioindyjskiej Williama Fullertona Elphinstone’a. Urodził się w Szkocji. W 1804 wstąpił do British Army w stopniu porucznika i brał udział w walkach na Półwyspie Iberyjskim. W 1813 r. został dowódcą 33 pułku piechoty w stopniu podpułkownika. Dowodził tym pułkiem w bitwie pod Waterloo. Za postawę na polu bitwy otrzymał Order Łaźni, holenderski Order Wojskowy Wilhelma oraz rosyjski Order Świętej Anny. W 1825 otrzymał stopień pułkownika. Był również adiutantem króla Jerzego IV.
W 1837 otrzymał awans na stopień generała-majora. W 1839 r. przybył do Indii, gdzie został dowódcą Dywizji Benaryjskiej. W 1841 otrzymał komendę nad brytyjskim garnizonem w okupowanym Kabulu. W stolicy Afganistanu przebywało wówczas 4500 żołnierzy, z czego 690 Brytyjczyków, oraz 12 000 cywili, głównie rodziny żołnierzy. Generał miał wówczas prawie 60 lat, cierpiał na wzdęcia, nietrzymanie moczu i podagrę (z tego powodu ledwie mógł się poruszać). Generał William Nott, dowodzący Brytyjczykami w Kandaharze opisał Elphinstone’a jako najmniej kompetentnego żołnierza spośród oficerów w odpowiednim stopniu.
Elphinstone nie chciał początkowo przyjąć nominacji na głównodowodzącego, ale gubernator generalny Indii lord Auckland pozostał nieugięty. Jednak pod koniec roku stan zdrowia Elphinstone’a tak bardzo się pogorszył, że Auckland zezwolił mu na powrót do Indii. W tym czasie jednak, wskutek błędnej polityki Brytyjczyków, w Afganistanie wybuchło powstanie, a nieudolnie dowodzący Elphinstone został oblężony w cytadeli w Kabulu. Z biegiem czasu generał coraz bardziej tracił ducha, a po zabójstwie oficera politycznego Williama Macnaghtena kompletnie stracił wolę walki. 1 stycznia 1842 r. skapitulował przed afgańskim wodzem Akbar Chanem. 6 stycznia 16 000 Brytyjczyków rozpoczęło odwrót z Kabulu.
Brytyjska kolumna była od początku atakowana przez Afgańczyków. Szybko porzucono bagaże. Wiele osób zmarło z zimna lub głodu. 11 stycznia Elphinstone udał się na rozmowy z Akbar Chanem, ale afgański przywódca odmówił mu zgody na powrót do jego oddziałów. Resztki wojsk brytyjskich zostały wkrótce zmasakrowane przez Afganów. Ranny i cierpiący na dyzenterię Elphinstone zmarł kilka miesięcy później. Został pochowany w Dżalalabadzie.